# Passió (música)
Una passió en música és una composició vocal que utilitza com a text el fragment dels Evangelis que narra la Passió de Jesús.
Des de l'edat mitjana, dins de les funcions litúrgiques corresponents als dies de Setmana Santa -sobretot Diumenge de Rams i Divendres Sant- es llegia aquest text amb cant gregorià. A mitjan segle xv, alguns passatges d'aquest text van començar a ser tractats polifònicament i a principis del segle xvi ja era completament polifònica i va seguir molt més de prop els estils i els gèneres de la resta de la música religiosa del moment. Així, del segle xvi data la primera passió composta amb la tècnica i l'estil del motet. D'aquell mateix segle daten les primeres obres del gènere provinents de l'església luterana i són obra de Johann Walter: els textos corresponents als personatges individuals hi són monòdics, i les aparicions del poble o de les multituds són polifòniques.
Les passions d'Orlando di Lasso al segle xvi i de Heinrich Schütz al xvii són considerats punts culminants de l'anomenada passió responsorial en la qual alternen aquests tractaments monòdic i polifònic amb una visió dramàtica.
Seguint els dictats de la moda, a finals del segle xvii les parts monòdiques van començar a aparèixer acompanyades del quasi inevitable baix continu, moda que havia imposat l'òpera italiana. De mica en mica, als textos bíblics s'hi anaven afegint altres textos que -a solo o bé polifònicament glossaven o comentaven els esdeveniments de la narració central. Així, durant tot el Barroc (i els períodes posteriors, tot i que ja no va gaudir de la mateixa dedicació per part dels compositors), la passió va seguir els cànons formals de l'oratori, tot i que va mantenir algunes peculiaritats, provinents del seu origen anterior i específic: un gènere d'origen medieval s'acomodà a un gènere nascut en el Barroc.
Les Passions s'acostumen a denominar en funció de quin dels quatre evangelis es pren com a base per al text. Així, es pot tractar d'un Passió segons Sant Joan, Passió segons Sant Mateu, etc.
Tot i que les Passions més conegudes són les de Johann Sebastian Bach, i en especial la Passió segons Sant Mateu, són destacables, també, la Brockes-Passion (Händel) de Haendel, o les més de 40 que va deixar Telemann. Entre els compositors més actuals destaca la Passió segons Sant Lluc de Penderecki.
A Catalunya, es conserven Passions polifòniques de Francesc Escorsell (tres, corresponents als anys 1878, 1889 i 1890, a tres i a quatre veus), de Caietà Mensa, (a quatre veus, de finals del segle xviii o principis del xix, de Josep Pujol (del 1885), i una d'autor anònim del 1852), totes elles a l'Arxiu de Manuscrits Musicals de la Seu de Manresa, la qual cosa testimonia un cert grau d'ús d'aquest tipus de música a la Seu de Manresa durant aquell període.